# Martha Lane Fox
Martha Lane Fox (10 de febrero de 1973) es una empresaria, filántropa y empleada pública británica.
Lane-Fox es fundadora y presidenta ejecutiva de Doteveryone.one.org.uk, un centro de investigación independiente y organización benéfica que defiende la tecnología responsable para un futuro más justo.
Lane Fox cofundó Last Minute durante la burbuja puntocom de principios de la década del 2000 y más tarde colaboró en proyectos digitales de servicio público. Pertenece a las juntas de Twitter, Donmar Warehouse y Chanel, además de ser fideicomisaria de The Queens Commonwealth Trust. Anteriormente estuvo en el consejo de Channel 4.
Ingresó a la Cámara de los Lores como miembro el 26 de marzo de 2013, convirtiéndose en la mujer más joven en serlo, y fue nombrada canciller de la Open University el 12 de marzo de 2014.
Trabaja como coordinadora de More United, un movimiento político de todos los partidos.

## Primeros años
Nacida en Londres, Lane Fox es la hija del escritor académico y de jardinería Robin Lane Fox, descendiente de una familia de la nobleza inglesa asentada en Bramham Park.
Fue educada en la Oxford High School, una escuela sólo para chicas en Oxford, y en la Westminster School, una escuela pública de Londres que era sólo para chicos excepto en los últimos cursos, dónde ya eran mixtos. Leyó historia antigua y moderna en el Magdalen College de Oxford, se graduó en licenciatura de artes y también recibió el título de Master of Arts.

## Carrera
Lane Fox mostró interés en el mundo de la interpretación y en el de la dirección de prisiones, sin embargo, se acabó uniendo a Spectrum dedicada a la consultoría de información tecnológica y de los medios de comunicación, allí es dónde conoció a Brent Hoberman. Su primer proyecto, titulado “¿Qué es Internet?” fuer encargado por British Telecom.
En 1998, Lane Fox y Hoberman fundaron Last Minute, una empresa de viajes y regalos en línea que generó una publicidad significativa.
Se retiró como directora general en 2003. Mientras tanto, la compañía sobrevivió a la burbuja puntocom al ser comprada por Sabre Holdings en 2005 por 577 millones de dólares.

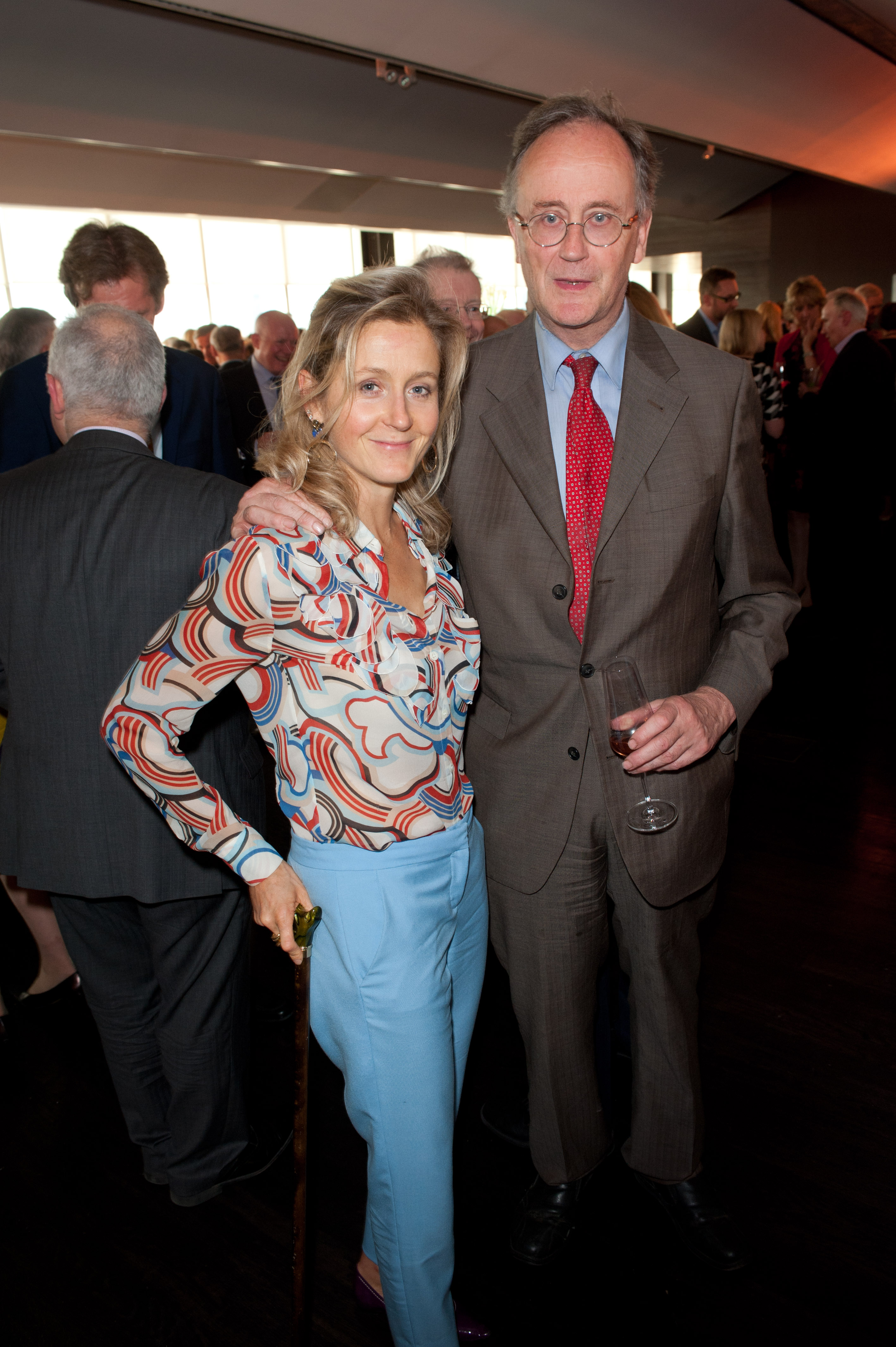
Lane-Fox con su padre Robin Lane Fox, 2013

Tras su salida de Last Minute, Lane Fox fue elegida para hacerse cargo de las operaciones diarias en Selfridges, pero estuvo involucrada en un accidente automovilístico antes de que pudiera asumir ese papel.
A sugerencia del publicista Julian Douglas, Fox se asoció con Nick Thistleton para lanzar la compañía de karaoke Lucky Voice, la cual posee siete bares, incluido un club en Soho, y que revolucionó la industria del karaoke.
En 2007, Lane Fox se unió a las juntas de Marks & Spencer y MONOQUI, una empresa de muebles y diseño de interiores fundada por su antiguo socio de negocios Brent Hoberman.
De 2009 a 2013 fue Campeona Digital para Reino Unido y ayudó a crear el Servicio Digital del Gobierno. Este equipo lanzó gov.uk transformando la prestación de servicios del gobierno y se encargó de encabezar una campaña de dos años para mejorar la alfabetización informática.
Al año siguiente, se le asignó establecer la Unidad de Servicios Públicos Digitales dentro de la Oficina del Gabinete y fue invitada a formar parte de la Junta de Reforma y Eficiencia de ésta.
El mes siguiente, Lane Fox fue honrada por David Cameron por su “Manifiesto por una Nación en Red”, un desafío para aumentar el compromiso británico con Internet. En abril de 2012 lanzó Go On UK, una organización benéfica dedicada a mejorar las habilidades digitales en Reino Unido. Renunció a su puesto de Campeona Digital a finales de 2013.
El 26 de marzo de 2013, entró en la Cámara de los Lores como miembro, convirtiéndose en la mujer más joven en hacerlo. En su discurso inaugural, Lane Fox abordó la necesidad de la alfabetización digital en todos los sectores de la economía.
Ese mismo año fue nombrada Canciller por la Open University.
En el periodo previo al referéndum sobre la independencia de Escocia de 2014, Lane Fox firmó una carta abierta en la que se posicionaba en contra de la independencia de Escocia.
Doteveryone.org.ok, fundada por Martha Lane Fox y anunciada en su Richard Dimbleby Lecture en 2015, es un centro de investigación con sede en Londres que explora cómo la tecnología está cambiando la sociedad, muestra cómo puede ser la tecnología responsable y construye comunidades para mejorar la forma en la que la tecnología moldea nuestro mundo.
En 2017, Lane Fox fue nombrada miembro del Comité Conjunto sobre Estrategia de Seguridad Nacional. Y, más recientemente, en 2018, fue nombrada directora independiente tanto de Chanel cómo de Donmar Warehouse y fideicomisaria de The Queens Commonwealth Trust.
Lane Fox sigue ejerciendo de patrocinadora de AbilityNet, Reprieve, Camfed y de Just for Kids Law.
Se unió a la junta de Twitter en junio de 2016.

## Obras de caridad
Lane Fox es una defensora de causas tales como los derechos humanos, los derechos de las mujeres y la justicia social. En 2007, fundó Antigone, una organización benéfica que apoya con donaciones a organizaciones benéficas de Reino Unido.
Es patrocinadora de Reprieve, una organización benéfica de acciones legales notable por su participación en la liberación del residente en Reino Unido Binyam Mohammed de la Bahía de Guantánamo, y de Camfed, una organización dedicada a combatir la pobreza, la desigualdad y el VIH en las zonas rurales de África a través del énfasis en la educación de las mujeres jóvenes.
Cuando la compañía de telecomunicaciones Orange retiró su largo apoyo al Premio Orange, Lane Fox fue uno de varios benefactores, junto a Cherie Blair y Joanna Trollope, quienes se ofrecieron a sustentar el concurso hasta que se pudiera encontrar otro patrocinador importante.

## Honores y premios
Lane Fox fue nombrada Comandante de la Orden Más Excelente del Imperio Británico (CBE) en los Honores de Año Nuevo de 2013 por sus “servicios a la economía digital y a la caridad”. En febrero de 2013, fue reconocida como una de las 100 mujeres más poderosas de Reino Unido por Woman’s Hour en BBC Radio 4. Ese mismo mes se anunció que iba a pasar a formar parte de la Cámara de los Lores.
El 25 de marzo de 2013, fue ascendida de título nobiliario a Baronesa Lane Fox de Soho, de Soho en la ciudad de Westminster, e ingresó en la Cámara de los Lores al día siguiente.
El 29 de octubre de 2015, Lane Fox fue situada en el 15º puesto según el ranking de Richtopia de los 100 empresarios británicos más influyentes.
En febrero de 2016, Lane Fox fue elegida miembro distinguido de BCS, The Chartered Institute for IT, después de haber sido nominada por el príncipe Eduardo, duque de Kent.

### Escudo
|  | Notas Título: The lady Lane-Fox of Soho Fecha 2013 Corona Corona de Barón Escudo Escudo cuartelado: 1° y 4°, de armiño un chevrón de gules acompañado de tres cabezas de león de gules (Fox); 2° y 3°, de plata, un león de gules, bordura de sable, brochante un cantón de azur con una arpa de oro superada de una corona de oro. Lema "Faire sans dire" Órdenes Círculo de la Orden del Imperio Británico. FOR GOD AND THE EMPIRE |

## Vida personal
Lane Fox vive en Marylebone, Londres, con su pareja Chris Gorell Barnes. Sus hijos gemelos, Milo y Félix, nacieron en 2016.
En mayo de 2004, fue herida de gravedad en un accidente automovilístico en un complejo turístico de Essaouira, en Marruecos, y fue trasladada a Inglaterra para recibir tratamiento en el Hospital John Radcliffe, en Oxford, y más tarde en el Hospital Wellington de Londres. Fue dada de alta del hospital en diciembre de 2005.